# Puente Somerset
El puente Somerset (en inglés: Somerset Bridge) es un pequeño puente en las Bermudas. Conecta la isla Somerset con el continente en la parroquia occidental de Sandys, El puente Somerset es conocido por ser el puente levadizo más pequeño del mundo.
El puente original fue construido en 1620, y gran parte de su estructura sigue estando, a pesar de que el puente fue reconstruido en gran parte a mediados del siglo XX. El puente actual consta de dos tramos separados por una brecha de 18 pulgadas (46 cm) puenteada por un panel de madera.